# Klausdorf (Am Mellensee)

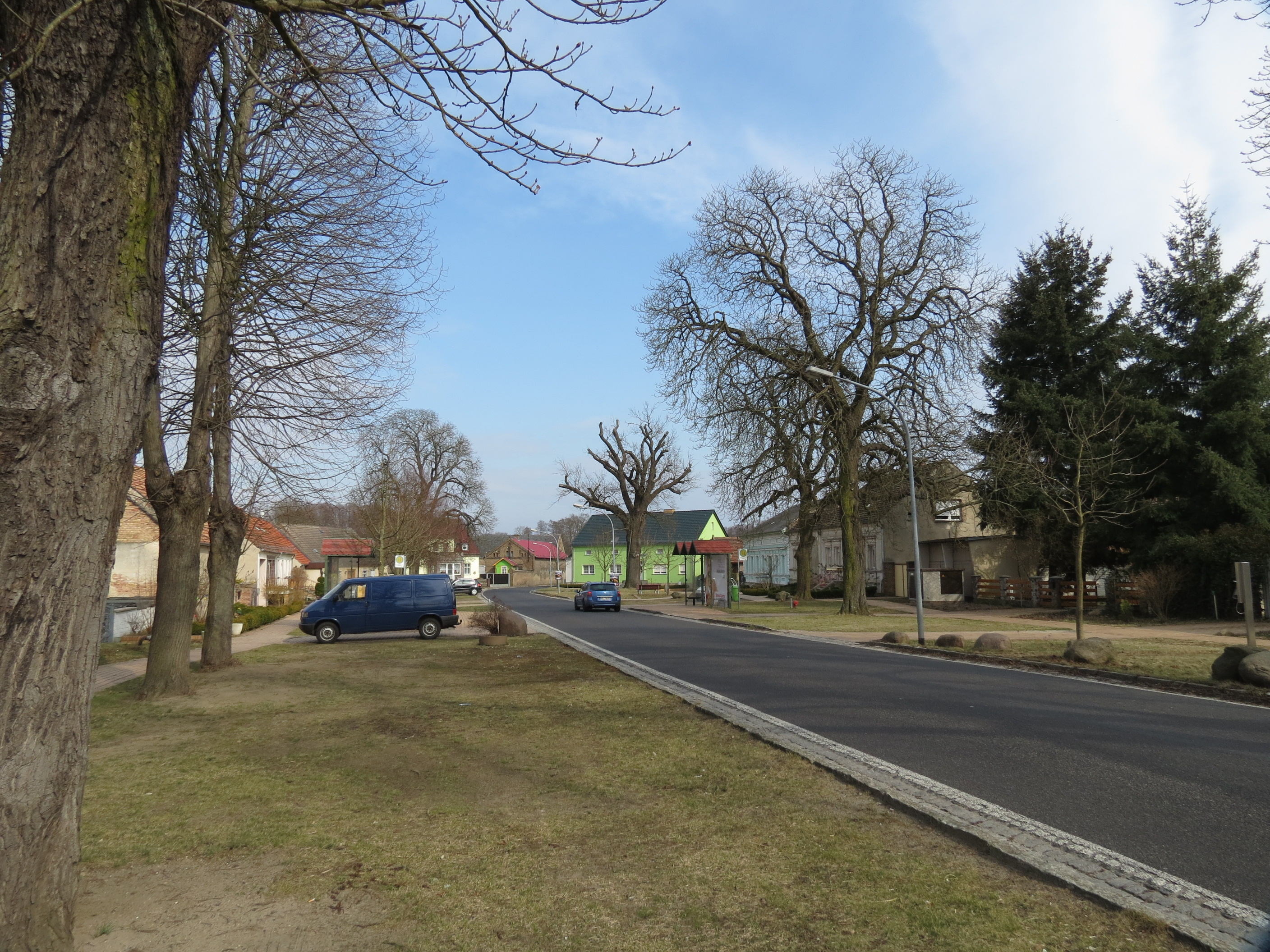
Dorfaue, Blick nach Osten

Klausdorf ist ein Ortsteil der amtsfreien Gemeinde Am Mellensee im Landkreis Teltow-Fläming (Brandenburg). Bis zu dem 2002 erfolgten Zusammenschluss mit anderen benachbarten Gemeinden zur (Groß-)Gemeinde Am Mellensee war Klausdorf eine selbstständige Gemeinde innerhalb des damaligen Amtes Am Mellensee.

## Lage
Klausdorf liegt im mittleren Teil (und am östlichen Rand) des Gemeindegebietes der Gemeinde Am Mellensee. Im Süden und Südwesten folgt die Gemarkung von Sperenberg, im Westen die Gemarkung von Rehagen und im Norden die Gemarkung von Mellensee, alle drei ehemaligen Dörfer sind Ortsteile der Gemeinde Am Mellensee. Im Osten grenzt Klausdorf an die Gemarkung von Wünsdorf, einem Ortsteil der Stadt Zossen. Zur Gemarkung von Klausdorf gehört der südwestliche Teil des Mellensees.Der Mellensee hieß in früheren Jahrhunderten auch Klausdorfer See. Die Gemarkung umfasst 1015 Hektar.

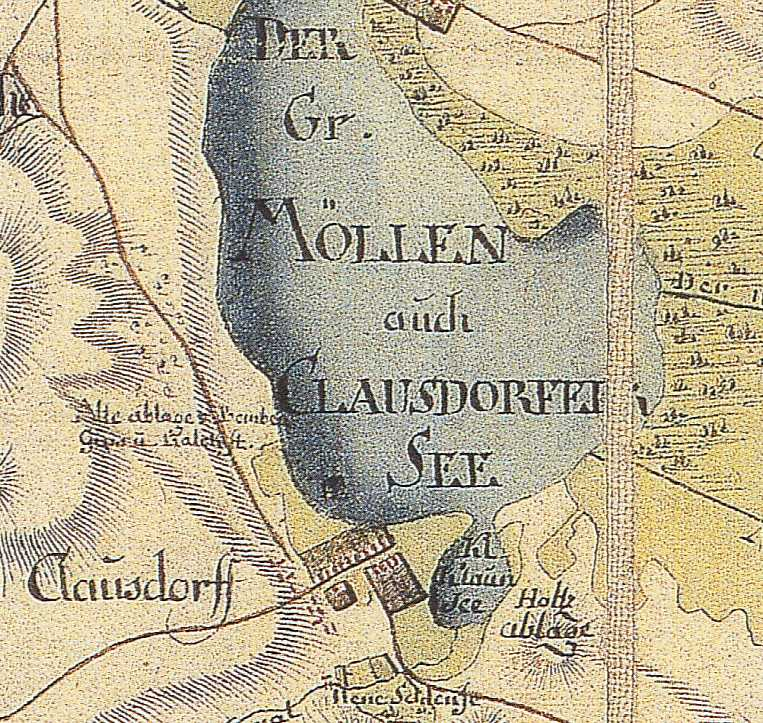
Klausdorf 1767–1787, Ausschnitt aus dem Schmettau’schen Kartenwerk

## Geschichte

### Ersterwähnung, Zugehörigkeit, Namensherkunft
Klausdorf wurde im Jahr 1541 erstmals urkundlich als Claustorff erwähnt. Es gehörte damals zum Amt Zossen, das aus der früheren Herrschaft Zossen hervorgegangen war. Der Ortsname leitet sich vom Personennamen Nikolaus ab. Nach der Ortsstruktur handelt es sich um ein Sackgassendorf.

### Einwohnerentwicklung
Bevölkerungsentwicklung von 1545 bis 2006 (bis 1971 aus Hist. Ortslexikon)
| Jahr | Einwohner                         |
| ---- | --------------------------------- |
| 1583 | ca. 70–80 (11 Bauern, 6 Kossäten) |
| 1734 | 0137                              |
| 1772 | 0151                              |
| 1801 | 0164                              |
| 1817 | 0152                              |
| 1840 | 0226                              |
| 1858 | 0409                              |
| 1895 | 0982                              |
| 1925 | 1156                              |
| 1939 | 1533                              |
| 1946 | 1540                              |
| 1964 | 1586                              |
| 1971 | 1584                              |
| 2006 | 1385                              |

Das Erbregister des Amtes Zossen von 1583 wies für Clawestorff 12 Hufen zu je 32 Morgen und 26 Quadratruten (entspricht etwa 13,7 ha) auf, die von elf Bauern bewirtschaftet wurden.
Die Bevölkerung nahm bis etwa 1970 kontinuierlich auf über 1580 Personen zu. Danach erfolgte wieder ein Rückgang der Einwohnerzahlen.

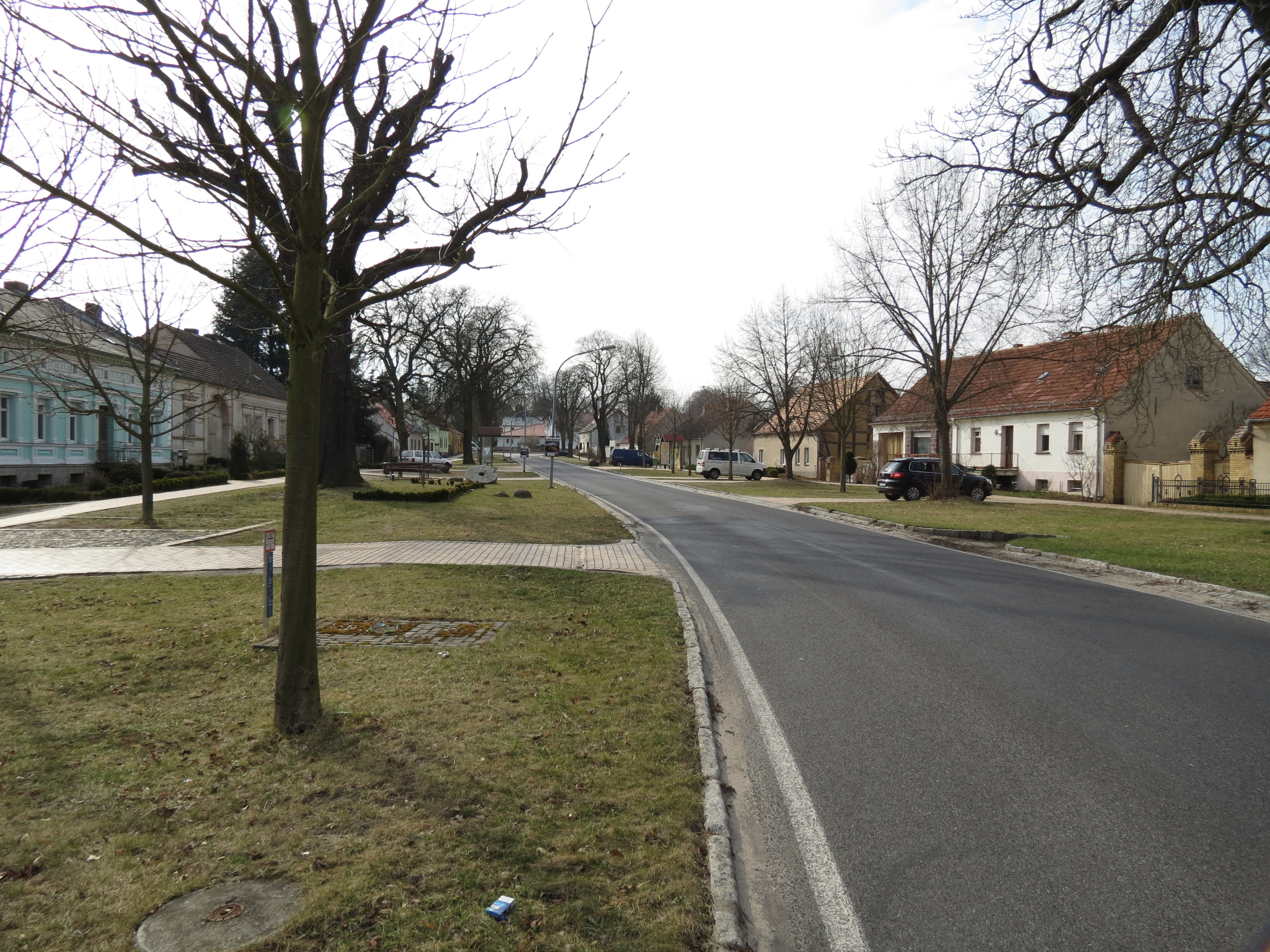
Dorfaue, Blick nach Westen

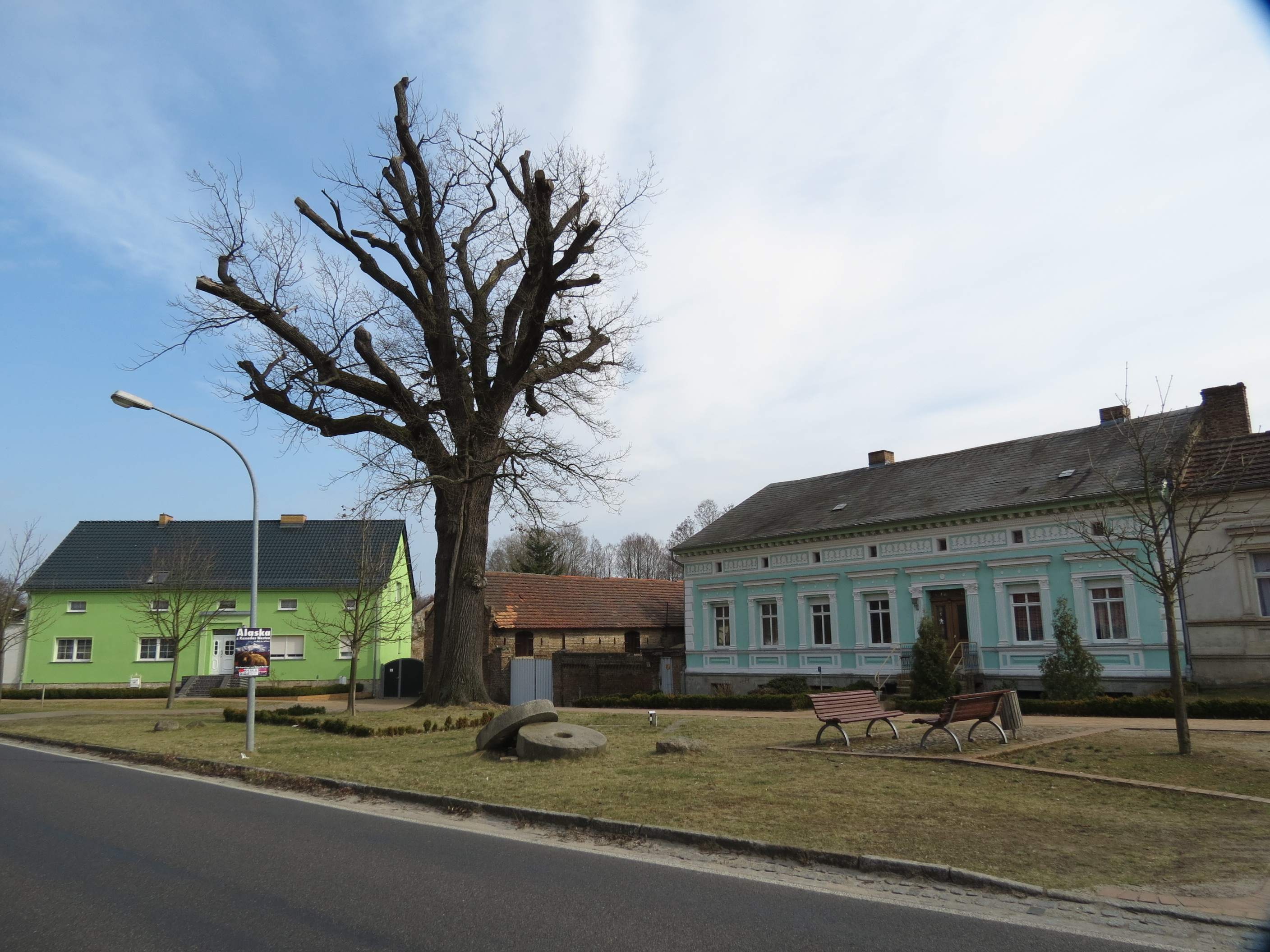
Dorfaue, Dorfeiche (Naturdenkmal)

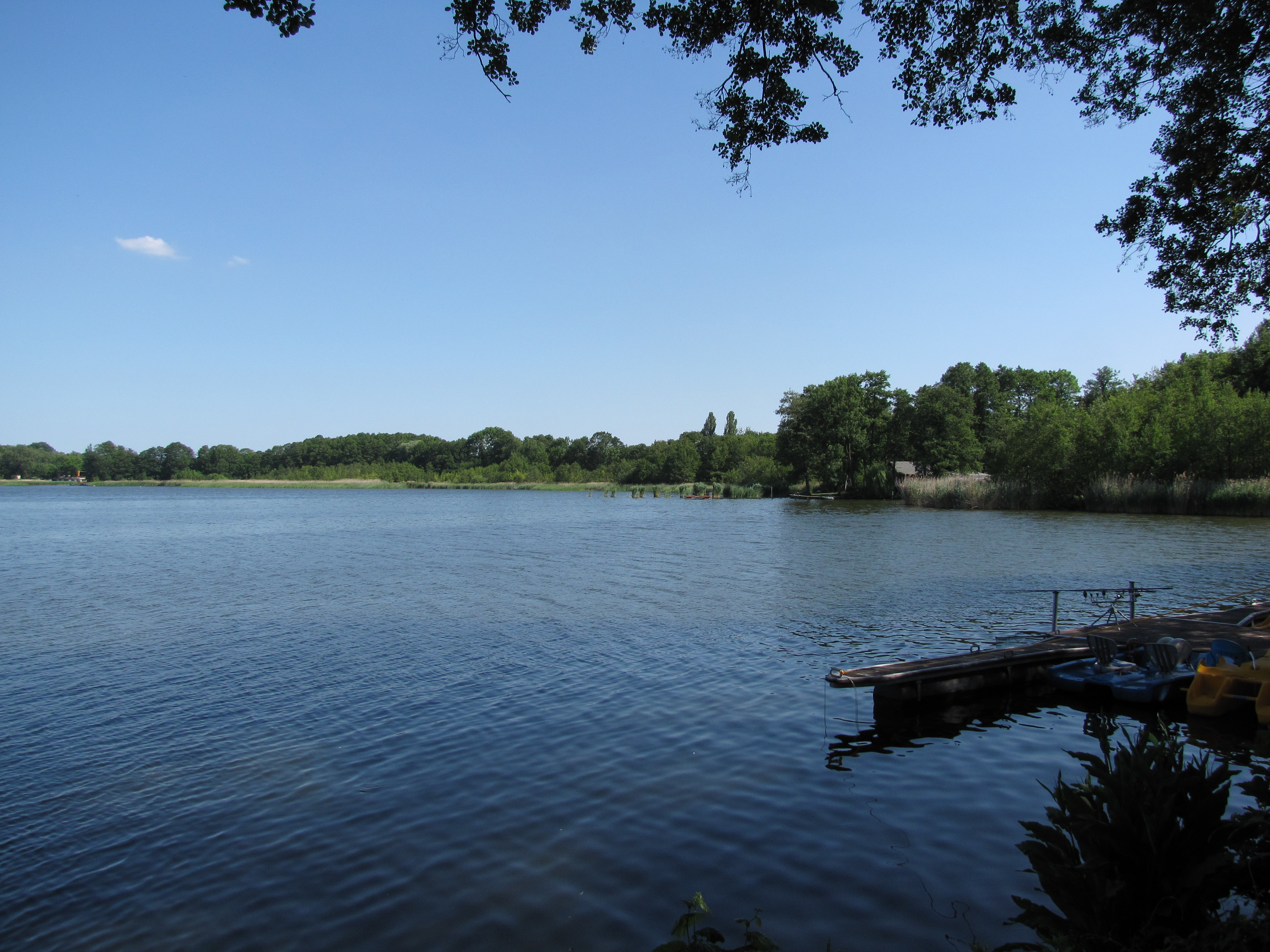
Blick vom Klausdorfer Ufer aus auf den Mellensee

### Tätigkeiten der Bewohner
Der Lehnschulze bewirtschaftete im Jahr 1583 zwei Hufen, zehn Bauern je eine Hufe. Außerdem waren sechs Kossäten und ein Hirte im Dorf ansässig. Es gab (bereits) eine Ziegelei auf der Gemarkung. Im Dreißigjährigen Krieg verlor der Ort über die Hälfte der Bevölkerung: Im Jahr 1624 lebten im Ort elf Hufner, sechs Kossäten und ein Hirte, nach dem Krieg waren es 1652 der Schulze, fünf Bauern mit einem Sohn, zwei Kossäten mit zwei Söhnen. Die Bauernhufen und die Kossätenstellen waren jedoch schon 1655 wieder besetzt, und die Ziegelscheune war wieder aufgebaut. Im Jahr 1711 gab es vier Kossäten, den Hirten, den Knecht und zwei Paar Hausleute. Sie leisteten für 12 Hufen je acht Groschen Abgaben.
Das Dorf besaß Fischereirechte auf dem Mellensee. Für 1745 ist erstmals ein Krug bezeugt. 1747 siedelten sich in Klausdorf neun Familien aus der Pfalz an, die als Glaubensflüchtlinge nach Brandenburg gekommen waren. 1755 wurde bereits eine zweite Ziegelei erwähnt. 1771 bestanden in Klausdorf 17 Giebel (=Wohnhäuser). 1787 kam es zum Rechtsstreit zwischen den Klausdorfern und dem Kurfürsten, nachdem dieser das Fischereirecht auf dem Mellensee an Arrendatoren verpachtet hatte. Der Streit endete erst 1791 mit einem Vergleich, nach dem die Klausdorfer zum Eigenbedarf Kleinfische aus dem Mellensee fangen durften. 1801 gab es im Ort den Lehnschulzen, elf Ganzbauern, sechs Ganzkossäten, zehn Büdner und sechs Einlieger. Bis 1840 war der Gebäudebestand auf 35 Wohnhäuser angewachsen. 1845 errichtete der Mühlenmeister Johann Ferdinand Lorenz eine Bockwindmühle mit zwei Mahlgängen. 1858 gab es 15 Hofeigentümer, die 18 Knechte und Mägde sowie vier Tagelöhner beschäftigten. Es gab 39 nebengewerbliche Landwirte mit einer Magd und 103 Arbeiter. In Klausdorf bestanden 54 Besitzungen. Die größte Besitzung war 540 Morgen groß. 14 weitere Besitzungen waren zwischen 30 und 300 Morgen groß und umfassten zusammen 2435 Morgen, 22 Besitzung waren zwischen 5 und 30 Morgen groß (zusammen 278 Morgen) sowie 17 weitere, die zusammen auf 38 Morgen kamen. Mittlerweile hatten sich zahlreiche Gewerbe im Ort niedergelassen. Es gab einen Schuhmachermeister, einen Schneidermeister, fünf Zimmergesellen, einen Stellmachermeister, einen Böttchermeister, einen Maurergesellen, einen Grobschmiedemeister, einen Krämer sowie zwei Schiffseigentümer mit vier Gehilfen und zwei Stromfahrzeugen. Die Statistik verzeichnete weiterhin einen Krug und 14 Arme.

### Die Ziegelproduktion wird zum Haupterwerbszweig
Zwischen 1856 und 1864 wurde die Notte zwischen dem Mellensee und ihrer Mündung bei Königs Wusterhausen in die Dahme so ausgebaut, dass sie für größere Lastkähne schiffbar wurde. Dies erlaubte nun den Abtransport der Ziegel auf dem Wasserweg bis nach Berlin. Ab 1868 wurde die Ziegelproduktion durch den Bau von Ziegelfabriken stark ausgeweitet (siehe unter Wirtschaft). 1874/5 wurde die Königlich Preußische Militär-Eisenbahn vom Berliner Militärbahnhof (Schöneberg) zum Artillerie-Schießplatz bei Kummersdorf-Gut gebaut. Zwischen Rehagen und Klausdorf entstand ein Bahnhof, der später Rehagen-Klausdorf genannt wurde. Die Klausdorfer Ziegeleien erhielten einen eigenen Gleisanschluss.

### Bildung und Erholung
1883 wurde ein neues Schulgebäude mit zwei Klassenräumen und zwei Lehrerwohnungen gebaut. Bereits 1896 erfolgte der Bau eines zweiten Schulhauses mit weiteren zwei Klassenräumen und einer weiteren Lehrerwohnung. Um 1900 wurden in Klausdorf 98 Wohnhäuser gezählt, 1935 waren es 135 Wohnhäuser.
In den 1930er Jahren entwickelte sich der Naherholungstourismus und entlang des Mellensees wurden Wochenendhäuser und Villen gebaut. Am 6. August 1944 und am 15. März 1945 wurde Klausdorf von alliierten Luftwaffenverbänden bombardiert. Am 21. und 22. April rückten Truppen der Roten Armee in Klausdorf ein, nachdem deutsche Truppen noch versucht hatten, den Ort zu verteidigen. Bei den Kampfhandlungen wurden etliche Gebäude zerstört und/oder gingen in Flammen auf, darunter das Schulhaus. Nach dem Ende des Zweiten Weltkrieges wurden die Trümmer beseitigt und der Schulbetrieb wurde wieder aufgenommen.
Ab 1959 wurde Klausdorf zum Ferienort ausgebaut. Das ehemalige Ferienheim der Fa. Schwarzkopff, das die Berliner Firma für ihre Mitarbeiter errichtet hatte, wurde von der Gemeinde Klausdorf übernommen. 1960 wurde in einer am Westufer des Mellensees gelegenen Villa eine Jugendherberge eingerichtet. Nur ein Jahr später wurde neben der Jugendherberge ein Zeltplatz eröffnet. 1963 zählte Klausdorf bereits 12500 Feriengäste. 1965 verlieh der Rat des Bezirks Potsdam Klausdorf den Titel „Staatlich anerkannter Erholungsort“.
1982 wurde der Hoffmannsche Ringofen in die Liste der technischen Denkmale aufgenommen. Die zentralen Teile der Tongruben wurden 1988 als Flächen-Naturdenkmal ausgewiesen. Die Dorfstraßen mit Ziegelpflasterung wurden 1996 in die Denkmalliste aufgenommen. 2007 wurde der Boden-Geo-Pfad Sperenberger Gipsbrüche und Klausdorfer Tongruben im Landkreis Teltow-Fläming eröffnet.

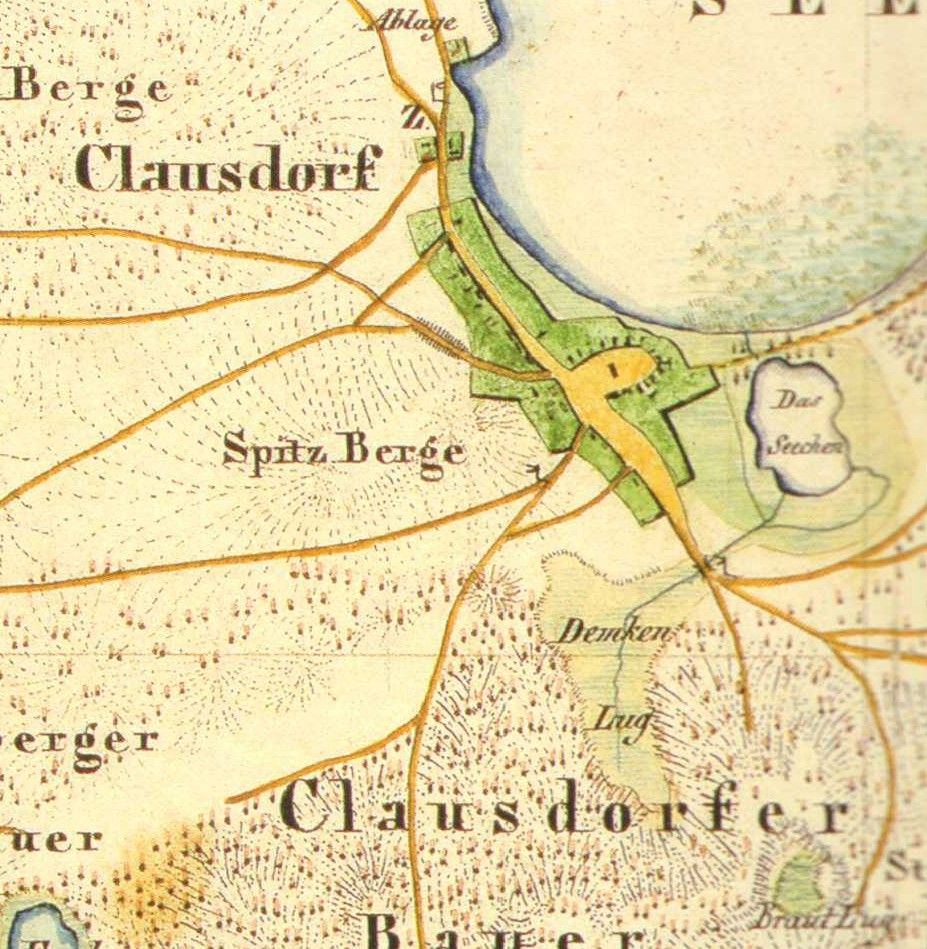
Klausdorf auf dem Urmesstischblatt von 1841, Z. = Ziegelei, südlich des Ortes das Brautluch. Östlich des Ortes das heute verlandete Seechen

## Wirtschaft

### Ziegelherstellung
Bereits 1570 ließ der damalige brandenburgische Kurfürst Joachim II. auf der Gemarkung von Klausdorf eine Ziegelscheune einrichten. Für 1635 ist die Lieferung von 100.000 Mauersteinen und 50.000 (Dach-)Ziegelsteinen nach Zossen dokumentiert. Nach dem Ausbau des Nottekanals 1858 konnten 1860 eine dampfgetriebene Getreide- und Sägemühle, eine Kalkbrennerei und zwei Ziegeleien neu in Betrieb genommen werden. Ab 1868 wurden die ersten größeren Ziegelfabriken errichtet, unter anderem die Ziegelfabrik Gottfried Hansche. Um 1870 erwarb der Berliner Steinhändler Maaß ein Gelände an der Bahnhofstraße und begann mit der Fertigung von Ziegeln. 1895 ging dieser Betrieb an Richard Faßkessel. 1880 war von Franz Arndt eine weitere Ziegelfabrik eröffnet worden. 1913 gab es insgesamt 13 Ziegeleien in Klausdorf, die insgesamt 56 Millionen Steine pro Jahr produzierten. Die Ziegel wurden vor allem auf dem Nottekanal per Lastkahn nach Berlin transportiert.
Die Faßkessel´sche Ziegelei kam 1946 unter Treuhänderschaft und wurde 1948 volkseigener Betrieb (VEB). 1953 übergab die Ziegeleigenossenschaft Klausdorf ihren Betrieb in Volkseigentum, der dann an den VEB angeschlossen wurde. 1956 hatte der VEB (K) Ziegelkombinat Klausdorf 141 Beschäftigte. Dieser Betrieb wurde 1981 in den VEB Kombinat Bau- und Grobkeramik Halle integriert. Während 1946 noch etwa 1,6 Millionen Steine produziert wurden, waren es 1961 bereits 19,1 Millionen Steine. 1990 wurde der Betrieb privatisiert. Die Märkische Ziegel GmbH fertigt heute Ziegel in den verschiedensten Formaten und liefert Tone für Deponieabdichtungen und Füllböden. Aber auch unbelasteter und schadstoffbelasteter Bodenaushub wird in den ehemaligen Abbauen gelagert.

### Kiesgewinnung
In den 1920ern wurde auf Klausdorfer Gemarkung Kies abgebaut. Dieser Abbau wurde nach dem Zweiten Weltkrieg wieder aufgenommen.

### Gewerke
1958 wurde die PGH des Elektrohandwerks zunächst in Sperenberg gegründet. Sie siedelte später auf das Gelände der ehemaligen Ziegelei Arndt in Klausdorf über und errichtete dort ein neues Werkstattgebäude. Sie nannte sich dann PGH Haustechnik und hatte 1965 59 Mitarbeiter. 1993 wurde sie in die Haustechnik Klausdorf GmbH umgewandelt.

### Landwirtschaft
Die Bodenreform und die spätere genossenschaftliche Ausrichtung der Landwirtschaft führte 1957 zur Gründung der LPG Vorwärts in Klausdorf, der sich bis 1961 alle Bauern des Ortes anzuschließen hatten. Die LPG hatte 1965 bei 45 Mitgliedern eine Betriebsfläche von 680 ha und bewirtschaftete rd. 300 ha landwirtschaftliche Nutzfläche.

### Weitere Wirtschaftseinrichtungen
Am 30. Juli 1991 wurde die Gemeinnützige Arbeitsförderungsgesellschaft mbH Klausdorf (GAG mbH Klausdorf) gegründet. Sie führte unter anderem die Konversion der Wünsdorfer Militäranlagen mit Hilfe von Arbeitsbeschaffungsmaßnahmen durch.

## Boden-Geo-Pfad
2007 wurde der Boden-Geo-Pfad Sperenberger Gipsbrüche und Klausdorfer Tongruben im Landkreis Teltow-Fläming eröffnet. Dieser historische Pfad ist mit Informationstafeln und einer Wegemarkierung versehen und führt zu ehemaligen Ziegeleien, den inzwischen mit Grundwasser voll gelaufenen Tongruben und einem Ringofen-Relikt. Er führt von der Klausdorfer Dorfaue als Rundkurs zu den Baudenkmalen. Er ist durch einen Stichweg mit dem Boden-Geopfad Sperenberger Gipsbrüche verbunden.

## Freizeit
Nachdem sich Klausdorf bereits zu Zeiten der DDR zu einem Naherholungszentrum und Bungalow- und Villenstandort entwickelt hatte, wird nun das touristische Angebot in der Gemeinde ausgebaut. Besonders die Freibäder in Klausdorf, Sperenberg und Mellensee sind Anziehungspunkte für Besucher. Die 63 Meter lange Wasserrutsche im Freibad in Klausdorf ist eine besondere Attraktion für Kinder und Jugendliche. Die Gastronomie hat mit regionalen Spezialitäten ein beachtliches Niveau. Im Sommer besteht die Möglichkeit, Boote und Jachten zu mieten. Als Höhepunkt findet eine Lichterfahrt mit beleuchteten Booten auf dem Mellensee statt.
Im Schulmuseum Klausdorf finden sich Zeugnisse zur Klausdorfer Schulgeschichte sowie eine Ausstellung zur Klausdorfer Geschichte und zur Geschichte der Ziegeleien.
Der Bahnhof Rehagen-Klausdorf wurde 1998 stillgelegt. 2003 wurde die Strecke Zossen-Jüterbog durch die Erlebnisbahn GmbH & Co. KG übernommen, die seitdem Draisinenfahrten auf der ansonsten stillgelegten Strecke anbietet.
Seit 2018 findet sich am Wanderweg nach Sperenberg der „Klausdorfer Naturgarten“, hier finden Gäste Informationen zu den Themen Heilkräuter, Permakultur und Bienenhaltung.

## Denkmale und Sehenswürdigkeiten

### Baudenkmale
Die Denkmalliste des Landkreises Teltow-Fläming (Stand: 31. Dezember 2011) listet zehn Baudenkmale auf:
- siehe Liste der Baudenkmale am Mellensee

### Bodendenkmale
Die Denkmalliste des Landkreises Teltow-Fläming (Stand: 31. Dezember 2011) verzeichnet auf der Gemarkung Klausdorf sieben Bodendenkmale:
- Flur 1/2: der Dorfkern aus Neuzeit und Mittelalter, eine Siedlung der Ur- und Frühgeschichte
- Flur 3: ein Gräberfeld der Bronzezeit
- Flur 4: eine Siedlung der Steinzeit
- Flur 3: eine Siedlung der Urgeschichte
- Flur 3/4: eine weitere Siedlung der Urgeschichte
- Flur 3: eine weitere Siedlung der Urgeschichte
- Flur 3: ein Rast- und Werkplatz der Steinzeit

### Naturdenkmale
Der Landkreis Teltow-Fläming hat auf der Gemarkung Klausdorf einen Baum sowie das Brutluch als Naturdenkmale geschützt.